# غارتگران (فیلم ۱۹۶۰)
غارتگران (به انگلیسی: The Plunderers) یک فیلم وسترن آمریکایی محصول سال ۱۹۶۰ به کارگردانی جوزف پونی با بازی جف چندلر، جان ساکسون و دولورس هارت است.
فیلمبرداری در ۱۲ مه ۱۹۶۰ آغاز شد.